# Chris Wakelin
Chris Wakelin (Rugby (Warwickshire), 16 maart 1992) is een Engels professioneel snookerspeler.

## Carrière
Kwartfinales bereikte Wakelin onder andere op de Indian Open 2015, de English Open 2016, de Riga Masters 2018 en de Gibraltar Open van 2021. Zijn eerste rankingtitel veroverde hij in 2023, hij won de Snooker Shoot-Out. Waar hij in de finale de Belg Julien Leclercq versloeg. Eind oktober 2023 haalde hij de finale in de Northern Ireland Open. Hier was Judd Trump te sterk voor Wakelin en won met 9-3.
In 2021 plaatste hij zich voor het wereldkampioenschap. In de eerste ronde verloor hij van David Gilbert. Op het WK 2025 reikte hij tot de kwartfinale. Daarin verloor Wakelin met 13-5 van de latere winnaar Zhao Xintong.

## Belangrijkste resultaten

### Rankingtitels
| #  | Seizoen   | Toernooi          | Verliezend finalist | Verliezend finalist | Score |
| -- | --------- | ----------------- | ------------------- | ------------------- | ----- |
| 1. | 2022/2023 | Snooker Shoot-Out | Julien Leclercq     | BEL                 | 1-0   |

### Wereldkampioenschap
Hoofdtoernooi (laatste 32 of beter):
| #  | Seizoen   | Editie  | Prestatie   | Extra                              |
| -- | --------- | ------- | ----------- | ---------------------------------- |
| 1. | 2017/2018 | WK 2018 | Laatste 32  | Verloor met 10-9 van Judd Trump    |
| 2. | 2020/2021 | WK 2021 | Laatste 32  | Verloor met 10-4 van David Gilbert |
| 2. | 2021/2022 | WK 2022 | Laatste 32  | Verloor met 10-6 van Yan Bingtao   |
| 3. | 2024/2025 | WK 2025 | Kwartfinale | Verloor met 13-5 van Zhao Xintong  |